# Парад с конфети
Парадът с конфети е събитие, което се провежда на застроени градски места, където има възможност да се хвърля голямо количество нарязана на ивици хартия. В днешно време се използват главно конфети. Целта е да се хвърлят от близки офисни сгради по маршрута на парада. Постига се празничен ефект, наподобяващ снеговалеж или вихрушка. Идеята произлиза от САЩ, като е най-свързвана със страната и особено с Ню Йорк Сити.

## Произход
Терминът произлиза от Ню Йорк Сити след спонтанното празненство, проведено на 28 октомври 1886 по време на посвещаването на Статуята на свободата и все още е най-близко свързан с Ню Йорк Сити. В днешно време хартиените продукти са офисни отпадъци, изрязани с конвенционални шредери за хартия. Градът също разпръсква конфети.
В Ню Йорк Сити парадите са запазени за специални случаи. Скоро след първия такъв през 1866, градските власти осъзнали ползата от подобни събития и започнали да ги пазят за триумфални поводи, като завръщането на Теодор Рузвелт от африканското сафари, Гертруда Едерл, преплувала Ламанша, трансатлантическия полет на Чарлз Линдберг. Първият човек, почетен с такъв парад бил Адмирал Джордж Дюи, герой от Битката на залива Манила, през 1899, когато два милиона души се появили в Ню Йорк Сити. След Втората Световна война, няколко паради се състояли в чест на победоносни генерали и адмирали, включително на Генерал Дуайт Айзенхауер и Адмирал Честър Нимиц. Най-големият се провел в чест на Генерал Дъглас Макартър през 1951, който служи във Втората Световна война и Корейската война. След това той бил освободен безцеремонно от служба от Президент Хари С. Труман.
През 1950-те, този вид паради били организирани често за всяко посещение на държавен глава, като Хабиб Бургиба, представляващ борбата за колониализма. През 1960-те, след убийството на Джон Ф. Кенеди, те стават все по-редки.
Сега най-често са запазени за успехите на изследването на Космоса, военни почести и за спортни първенства. Участъкът от долен Бродуей до Финансовата Област, който служи за маршрут на парада се нарича разговорно „Каньонът на Героите“. Долен Бродуей в Ню Йорк Сити има паметни плочи на тротоара на равни разстояния, за да се отбележи всеки, почетен с парада.